# Fönsterbänk
En fönsterbänk (även fönsterbräda) är den nedre horisontella avslutningen av ett fönster i fönsternischen.
Fönsterbänken är ingen del av själva fönstret utan betraktas som en del av fönsternischen (fönstersmygen). Fönsterbänken utförs i regel av trä- eller stenmaterial och kan nyttjas för placering av blommor eller prydnadsföremål. Om fönsterkarmens insida ligger i liv med insida vägg behövs ingen fönsterbänk av tekniska skäl för att dölja spalten mellan fönsterkarm och väggöppning. I sådana fall kan en friliggande fönsterbänk monteras på konsoler under fönstret. Vid utformningen av fönsterbänken bör man ta hänsyn till den uppåtgående luftströmmen från radiatorn. I badrum, tvättstuga eller liknande bekläder man bottensmygen av ett fönster i regel på annat sätt, exempelvis med kakel eller klinker.
| Inbyggd fönsterbänk av kalksten (till vänster) och friliggande fönsterbänk av marmor. |  | Inbyggd fönsterbänk av kalksten (till vänster) och friliggande fönsterbänk av marmor. |
| Inbyggd fönsterbänk av kalksten (till vänster) och friliggande fönsterbänk av marmor. |  |                                                                                       |